# Pierre du Bigot
Die Pierre du Bigot ist ein Findling aus der Eiszeit auf einem Hügel des Weilers Bigot in Saint-Martin-d’Hères im Département Isère in Frankreich. Im Neolithikum, zwischen 4500 und 3500 v. Chr. wurde er mit kleinen Schälchen (französisch cupules) versehen.
Der Stein aus rosa Granit wurde 1911 vom Archäologen und Ethnographen Hippolyte Müller (1865–1933) entdeckt, der die französische prähistorische Gesellschaft informierte. Er beschrieb ihn mit abgerundeten Ecken und Abmessungen von zwei Metern Länge und 1,5 m Höhe. Der Stein hat ein Volumen von vier Kubikmetern. In seine flache Oberfläche sind 46 Schälchen eingemeißelt.